# Distretto di Bhilwara
Il distretto di Bhilwara è un distretto del Rajasthan, in India, di 2 009 516 abitanti. È situato nella divisione di Ajmer e il suo capoluogo è Bhilwara.